# Hippolyte Charles
Louis Hippolyte Charles (Romans-sur-Isère, 6 luglio 1773 – Peyrins, 8 marzo 1837) è stato un militare francese. Nominato capitano degli ussari francesi è conosciuto per essere stato l'amante di Giuseppina di Beauharnais, prima moglie di Napoleone Bonaparte

## Biografia
Nato a Romans-sur-Isère nel 1773, Hippolyte Charles si unì alla Guardia Nazionale come volontario. Nel 1796, mentre Napoleone Bonaparte era impegnato a vincere le sue prime vittorie in Italia, Hippolyte Charles, tenente in un reggimento degli ussari e aiutante al generale Leclerc, cognato di Bonaparte, incontrò per la prima volta Giuseppina di Beauharnais a Parigi. I due iniziarano una relazione quasi immediatamente, nonostante lei avesse ben nove anni più di lui. Giuseppina rimase impressionata dai modi simpatici e cortesi del tenente, che era inoltre di bell'aspetto con la carnagione scura, gli occhi azzurri e i lunghi baffi neri, nonostante fosse di bassa statura. Secondo la duchessa di Abrantès, il giovane ussaro era un perfetto uomo da salotto: «Era quel che sia chiama un ragazzo divertente. Faceva ridere. Era impossibile trovare un uomo più comico».
Il 24 giugno 1796 seguì l'amante Giuseppina in Italia, dove la donna doveva ricongiungersi al marito. I due continuarono la relazione durante tutta la campagna d'Italia e anche al ritorno a Parigi. I due amanti furono anche coinvolti in alcune speculazioni sugli approvvigionamenti per l'esercito di Bonaparte, tanto che grazie a queste transazioni commerciali, Hippolyte riuscì a lasciare l'esercito. Il 17 marzo 1798 i due amanti furono denunciati a Napoleone, facendolo infuriare. Tuttavia, Giuseppina riuscì a calmarlo, convincendolo che fossero solo calunnie. Nel luglio 1798, quando Bonaparte era impegnato in Egitto, gli furono nuovamente riportate le infedeltà della moglie e scrisse a suo fratello Giuseppe per prepararsi al divorzio. La lettera di Bonaparte venne però intercettata dall'ammiraglio Nelson, e la perdita della flotta francese impedì qualsiasi altra corrispondenza. Saputo dell'arrivo di Napoleone a Fréjus, Giuseppina si precipitò da lui cercando in ogni modo di fargli cambiare idea sul divorzio. Giuseppina giurò a Napoleone che non avrebbe più visto Hippolyte e così fece.
Nel novembre 1804 Hippolyte Charles acquistò la proprietà di Cassan da Francois-Denis Courtillier. I fondi per questo acquisto provenivano dai suoi affari con Giuseppina. Nel 1808, durante la guerra d'indipendenza spagnola e sotto la protezione del suo vecchio reggimento degli ussari, Hippolyte si recò in Spagna. Durante la campagna aumentò notevolmente la sua ricchezza, riuscendo ad acquistare, da un ufficiale spagnolo e soldati francesi saccheggiatori, tesori provenienti dal Sud America e dall'impero inca. Hippolyte vendette la proprietà Cassan nel 1828 a Jacques-Honoré Recappé, ex consigliere notarile e generale della regione della Senna e dell'Oise. Decise di ritirarsi nella sua terra natale, dove acquistò un castello ancora più costoso a Génissieux, nella Drôme, dove morì nel 1837. Alla sua morte, Hippolyte ordinò che tutte le lettere d'amore fra lui e Giuseppina fossero distrutte, ma non tutte lo furono, ciò che permise agli storici, quando vennero ritrovate negli anni cinquanta del XX secolo, di conoscere l'intensità della relazione fra lui e Giuseppina.